# Generaloberst

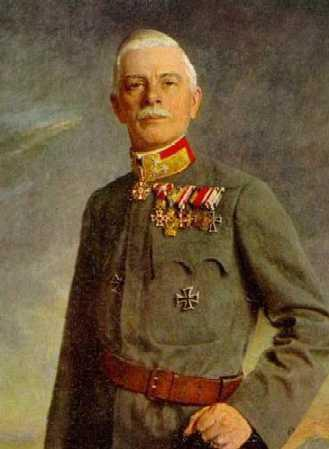
Rudolf Stöger-Steiner von Steinstätten, aquí como Generaloberst.

Generaloberst (Coronel General) fue en Alemania y Austria-Hungría —el Reichswehr alemán y la Wehrmacht, el ejército austrohúngaro, y el Ejército Popular Nacional de la Alemania Oriental, así como sus respectivos cuerpos de policía— el segundo grado más alto del generalato, por encima de general pero por debajo de mariscal de campo. Era equivalente al Generaladmiral en la Kriegsmarine hasta 1945, o al Flottenadmiral en la Volksmarine hasta 1990. El rango era el más alto grado militar ordinario y el rango militar más alto concedido en tiempo de paz; el rango más alto de mariscal de campo solo era concedido en tiempo de guerra por el jefe del estado. En general, un Generaloberst tenía los mismos privilegios que un general mariscal de campo.

## Ejército austrohúngaro

Insignia de cuello de Generaloberst del Ejército austrohúngaro.

En 1915 el grado de Generaloberst - Vezérezredes fue introducido en el Ejército austrohúngaro. Era el segundo grado más alto después del grado de Feldmarschall - Tábornagy.
1. 1916 Archiduque José Fernando de Austria-Toscana (1872-1942)
2. Friedrich Graf von Beck-Rzikowsky (1830-1920)
3. Eduard Graf Paar (1837-1919)
4. Arthur Freiherr von Bolfras (1838-1922)
5. Friedrich Freiherr von Georgi (1852-1926)
6. Karl Freiherr von Pflanzer-Baltin (1855-1925)
7. Viktor Graf Dankl von Krasnik (1854-1941)
8. Karl Tersztyánszky von Nádas (1854-1921)
9. Adolf Freiherr von Rhemen zu Barensfeld (1855-1932)
10. Paul Freiherr Puhallo von Brlog (1856-1926)
11. Archiduque Leopoldo Salvador de Austria-Toscana (1863-1931)
12. Karl Graf von Kirchbach auf Lauterbach (1856-1939)
13. Karl Georg Graf Huyn (1857-1938)
14. Hermann Kusmanek von Burgneustädten (1860-1934)
15. Karl Křitek (1861-1928)
16. Wenzel Freiherr von Wurm (1859-1921)
17. Samuel Freiherr von Hazai (1851-1942)
18. Leopold Freiherr von Hauer (1854-1933)
19. Viktor Graf von Scheuchenstuel (1857-1938)
20. Stjepan Freiherr Sarkotić von Lovčen (1858-1939)
21. Josef Freiherr Roth von Limanowa-Łapanów (1859-1927)
22. Arthur Freiherr Arz von Straußenburg (1857-1935)
23. Hugo Martiny von Malastów (1860-1940)
24. Rudolf Freiherr Stöger-Steiner von Steinstätten (1861-1921)
25. Alois Fürst Schönburg-Hartenstein (1858-1944)

## Imperio alemán

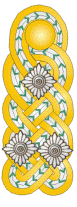
Insignia de hombro de Generaloberst (1871-1918).

### Ejército bávaro
- 27 de diciembre de 1911 – Carl von Horn (1847-1923), Ministro de guerra
- 1 de agosto de 1914 – Otto Kreß von Kressenstein (1850-1929), Ministro de guerra
- 9 de abril de – Felix von Bothmer (1852-1937), comandante en jefe en la I Guerra Mundial

### Ejército prusiano

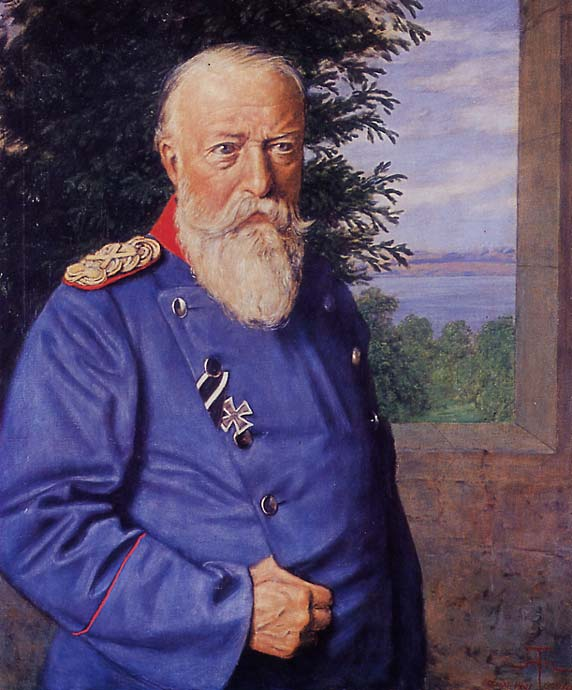
El Gran Duque Federico I de Baden, Generaloberst prusiano.

- 20 de marzo de 1854 – Guillermo de Prusia (1797-1888), con rango especial de Generalfeldmarschall
- 16 de junio de 1871 – Alberto de Prusia (1809-1872), con rango especial de Generalfeldmarschall
- 2 de septiembre de 1873 – Augusto de Wurtemberg (1813-1885), Comandante y Gobernador de Berlín
- 25 de junio de 1888 – Gran Duque Federico I de Baden (1826-1907), con rango especial de Generalfeldmarschall, Inspector del Ejército
- 19 de septiembre de 1888 – Alexander August Wilhelm von Pape (1813-1895), con rango especial de Generalfeldmarschall, Comandante y Gobernador de Berlín
- 21 de diciembre de 1889 – Gran Duque Carlos Alejandro de Sajonia-Weimar-Eisenach (1818-1901)
- 20 de marzo de 1890 – Otto von Bismarck (1815-1898), con rango especial de Generalfeldmarschall à la suite del Ejército, 1º Canciller de Alemania
- 18 de octubre de 1901 – Príncipe Leopoldo de Hohenzollern (1835-1905)
- 22 de marzo de 1902 – Gran Duque Adolfo de Luxemburgo (1817-1905)
- 15 de septiembre de 1905 – Duque Bernardo III de Sajonia-Meiningen (1851-1928), con rango especial de Generalfeldmarschall, Inspector del Ejército
- 15 de septiembre de 1905 – Gran Duque Federico II de Baden (1857-1928), con rango especial de generalfeldmarschall, inspector del Ejército
- 13 de septiembre de 1906 – Ernst Rudolf Max Edler von der Planitz (1836-1910), inspector general de la Caballería
- 28 de septiembre de 1907 – duque Ernesto I de Sajonia-Altenburgo (1826-1908), con rango especial de generalfeldmarschall del Ejército prusiano[1]
- 18 de septiembre de 1908 – Hans von Plessen (1841-1929), con rango especial de Generalfeldmarschall, Adjunto General del Kaiser y Comandante de los Cuarteles Generales (de: Großes Hauptquartier)
- 4 de septiembre de 1909 – Príncipe Enrique de Prusia (1862-1929), con rango especial de Generalfeldmarschall, Großadmiral, Inspector general de la Marina, à la suite del Ejército prusiano
- 10 de septiembre de 1910 – Príncipe Federico Leopoldo de Prusia (1865-1931), à la suite
- 22 de enero de 1911 – Príncipe Cristián de Schleswig-Holstein (1831-1917), à la suite
- 27 de enero de 1911 – Gustav von Kessel (1846-1918), Adjunto General del Kaiser, Comandante y Gobernador de Berlín
- 13 de septiembre de 1912 - Karl von Bülow (1846-1921), Comandante de ejército, ascendido a Generalfeldmarschal en 1915
- 1 de enero de 1913 - Hermann von Eichhorn (1948-1918) Comandante de Grupo de Ejércitos, ascendido a Generalfeldmarschall en 1917
- 16 de junio de 1913 – Maximilian von Prittwitz (1848-1917), Comandante de Ejército
- 16 de junio de 1913 – Friedrich von Scholl (1846-1928), Adjunto General del Kaiser
- 27 de enero de 1914 – Josias von Heeringen (1850-1926), Comandante de Ejército
- 27 de enero de 1914 – Helmuth von Moltke el Joven (1848-1916), Jefe del 1º Oberste Heeresleitung
- 27 de enero de 1914 – Alexander von Kluck (1846-1934), Comandante de Ejército
- 3 de diciembre de 1914 - August von Mackensen (1849-1945), Comandante de Ejército, ascendido a Generalfeldmarschall en 1915
- 3 de diciembre de 1914 - Remus von Woyrsch (1947-1920), Comandante del Grupo de Ejército, ascendido a Generalfeldmarschal en 1917
- 24 de diciembre de 1914 – Moritz von Bissing (1844-1917), Gobernador general de Bélgica
- 24 de diciembre de 1914 – Ludwig von Falkenhausen (1844-1936), Comandante de Ejército
- 27 de enero de 1915 – Karl von Einem (1853-1934), Comandante de Ejército
- 20 de febrero de 1916 – Alexander von Linsingen (1850-1935), Comandnate de Ejército
- 27 de enero de 1917 – Günther Graf von Kirchbach (1850-1925), Comandante del Heeresgruppe Kiew
- 27 de enero de 1917 – Richard von Schubert (1850-1933), Comandante de Ejército
- 27 de enero de 1918 – Hans von Beseler (1850-1921), Comandante de Ejército
- 22 de marzo de 1918 – Max von Boehn (1850-1921), Comandante de Grupo de Ejércitos
- 10 de abril de 1918 – Moriz Freiherr von Lyncker (1853-1932), Jefe del Gabinete Militar

### Ejército real sajón
- 21 de diciembre de 1889 – Gran Duque Carlos Alejandro de Sajonia-Weimar-Eisenach (1818-1901)
- 15 de septiembre de 1905 – Duque heredero Bernardo III de Sajonia-Meiningen (1851-1928)
- 28 de septiembre de 1907 – Duque Ernesto I de Sajonia-Altenburgo (1826-1908)
- 4 de septiembre de 1909 – Príncipe Enrique de Prusia (1862-1929)
- 17 de diciembre de 1910 – Max Freiherr de Hausen (1846-1922), ministro-presidente, Comandante de Ejército
- 23 de enero de 1918 – Karl Ludwig d'Elsa (1849-1922), Comandante de Ejército
- 23 de enero de 1918 – Hans von Kirchbach (1849-1928), Comandante de Ejército

### Ejército de Wurtemberg
- 25 de febrero de 1913 – Duque Felipe de Wurtemberg (1838-1917), à la suite del Ejército de Wurtemberg
- 24 de septiembre de 1913 – Duque Alberto de Wurtemberg (1865-1939), posteriormente también Generalfeldmarschall prusiano
- 1918 – Otto von Marchtaler (1854-1920), Ministro de Guerra

## República de Weimar

### Reichswehr
- 1 de enero de 1926 – Hans von Seeckt (1866-1936), Jefe del Heeresleitung
- 1 de enero de 1930 – Wilhelm Heye (1869-1947), Jefe del Heeresleitung
- 1934 – Kurt Freiherr von Hammerstein-Equord (1878-1943), Jefe del Heeresleitung

## Alemania Nazi

### Wehrmacht

Insignia de hombro.

Arabesque de cuello.

Los rangos equivalentes a coronel general eran:
- Kriegsmarine - Generaladmiral (General almirante)
- Waffen-SS - SS-Oberst-Gruppenführer und Generaloberst der Waffen-SS
- Schutzstaffel (SS) - Oberst-Gruppenführer
- Sturmabteilung (SA) - Sin equivalente
- Ordnungspolizei (Orpo) - Generaloberst der Polizei ("Coronel general de policía")

#### Heer
1. 20 de abril de 1936 – Werner von Fritsch (1880-1939)
2. 1 de noviembre de 1938 – Ludwig Beck (1880-1944)
3. 31 de diciembre de 1938 – Wilhelm Adam (1877-1949)
4. 1 de octubre de 1939 – Johannes Blaskowitz (1883-1948)
5. 19 de julio de 1940 – Friedrich Dollmann (1882-1944)
6. 19 de julio de 1940– Heinz Guderian (1888-1954)
7. 19 de julio de 1940 – Franz Halder (1884-1972)
8. 19 de julio de 1940 – Hermann Hoth (1885-1971)
9. 19 de julio de 1940 – Adolf Strauß (1879-1973)
10. 19 de julio de 1940 – Nikolaus von Falkenhorst (1885-1968)
11. 19 de julio de 1940 – Friedrich Fromm (1888-1945)
12. 19 de julio de 1940 – Curt Haase (1881-1943)
13. 19 de julio de 1940 – Erich Hoepner (1886-1944)
14. 19 de julio de 1940 – Eugen Ritter von Schobert (1883-1941)
15. 1 de enero de 1942 – Georg-Hans Reinhardt (1887-1963)
16. 1 de enero de 1942 – Rudolf Schmidt (1886-1957)
17. 1 de abril de 1942 – Richard Ruoff (1883-1967)
18. 1 de junio de 1942 – Eduard Dietl (1890-1944)
19. 3 de julio de 1942 – Georg Lindemann (1884-1963)
20. 3 de diciembre de 1942 – Hans-Jürgen von Arnim (1889-1962)
21. 1 de enero de 1943 – Gotthard Heinrici (1886-1971)
22. 1 de enero de 1943 – Hans von Salmuth (1888-1962)
23. 30 de enero de 1943 – Walter Heitz (1878-1944)
24. 6 de julio de 1943 – Eberhard von Mackensen (1889-1969)
25. 1 de septiembre de 1943 – Heinrich Gottfried von Vietinghoff-Scheel (1887-1952)
26. 1 de septiembre de 1943 – Karl-Adolf Hollidt (1891-1985)
27. 1 de febrero de 1944 – Alfred Jodl (1890-1946)
28. 1 de febrero de 1944 – Erwin Jaenecke (1890-1960)
29. 1 de febrero de 1944 – Walter Weiß (1890-1967)
30. 1 de febrero de 1944 – Kurt Zeitzler (1895-1963)
31. 1 de abril de 1944 – Josef Harpe (1887-1968)
32. 1 de abril de 1944 – Lothar Rendulic (1887-1971)
33. 20 de abril de 1944 – Hans-Valentin Hube (1890-1944)
34. 23 de julio de 1944 – Johannes Frießner (1892-1971)
35. 15 de agosto de 1944 – Erhard Raus (1889-1956)
36. 1 de mayo de 1945 – Carl Hilpert (1888-1947)

#### Luftwaffe
1. 19 de julio de 1940 – Alfred Keller (1882-1974)
2. 19 de julio de 1940 – Hans-Jürgen Stumpff (1889-1968)
3. 19 de julio de 1940 – Ernst Udet (1896-1941)
4. 19 de julio de 1940 – Ulrich Grauert (1889-1941)
5. 19 de julio de 1940 – Hubert Weise (1884-1950)
6. 3 de mayo de 1941 – Alexander Löhr (1885-1947)
7. 1 de abril de 1942 – Hans Jeschonnek (1899-1943)
8. 1 de noviembre de 1942 – Günther Rüdel (1883-1950)
9. 16 de febrero de 1943 – Bruno Loerzer (1891-1960)
10. 11 de junio de 1943 – Otto Deßloch (1889-1977)
11. 13 de julio de 1944 – Kurt Student (1890-1978)
12. 22 de julio de 1944 (póstumamente) – Günther Korten (1898-1944)

### Waffen-SS
SS-Oberst-Gruppenführer y Generaloberst de las Waffen-SS:
- 1942 - Sepp Dietrich (1892-1966)
- 1944 - Paul Hausser (1880-1972)

### Policía alemana
SS-Oberst-Gruppenführer y Generaloberst de la Policía:
- 1942 - Kurt Daluege (1897-1946)

## República Democrática de Alemania (Alemania Oriental)

### Ejército Popular Nacional
En las fuerzas terrestres y fuerzas del aire del Ejército Popular Alemán, así como en las tropas de frontera Generaloberst estaba en línea con la doctrina militar soviética correspondiendo a un oficial general de tercer rango. Sería equivalente a un rango de tres estrellas (OF-8) según la clasificación de la OTAN.
En la Volksmarine Generaloberst era equivalente a Admiral (Almirante)
1. 1 de marzo de 1966 Kurt Wagner (1904-1989)
2. 1 de marzo de 1972 Herbert Scheibe (1914-1991)
3. 1 de marzo de 1976 Horst Stechbarth (n. 1925)
4. 7 de octubre de 1977 Werner Fleißner (1922-1985)
5. 14 de julio de 1979 Erich Peter (1919-1987)
6. 7 de octubre de 1979 Wolfgang Reinhold (1923-2012)
7. 7 de octubre de 1979 Fritz Streletz (n. 1926)
8. 1 de marzo de 1986 Joachim Goldbach (1929-2008)
9. 1 de marzo de 1987 Horst Brünner (1929-2008)
10. 7 de octubre de 1988 Klaus-Dieter Baumgarten (1931-2008)
11. 7 de octubre de 1989 Fritz Peter (n. 1927)

### Ministerio de Seguridad del Estado
1. Febrero de 1980 Bruno Beater (1914-1982)
2. Mayo de 1986 Markus Wolf (1923-2006)
3. Febrero de 1987 Rudi Mittig (1925-1994)
4. 1989 Werner Großmann (n. 1929)

### Deutsche Volkspolizei (DVP)
1. 1962 Karl Maron (1903-1975)
2. 1987 Karl-Heinz Wagner (1928-2011)